# Qian Xuan

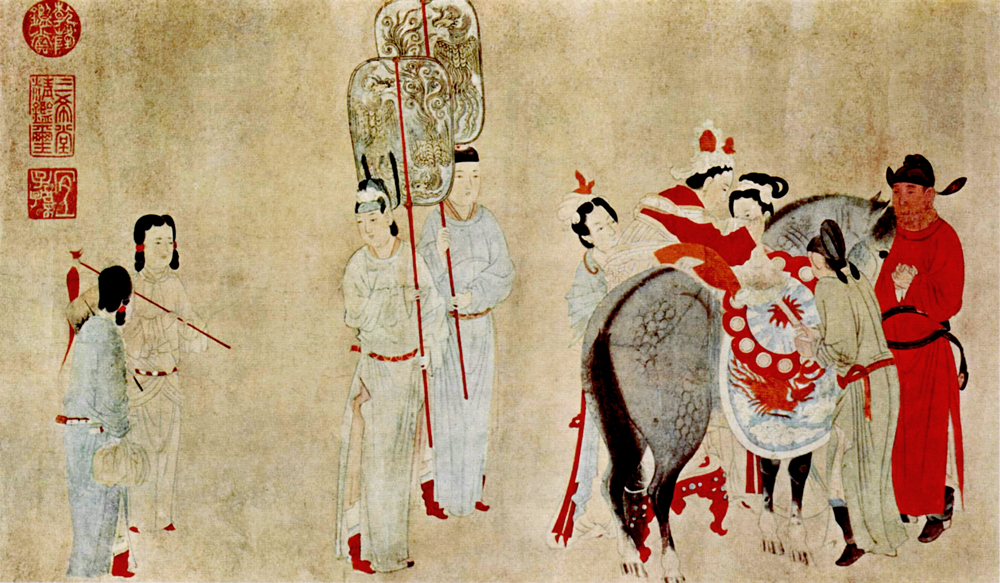
Yang Guifei Mounting a Horse, by Qian Xuan (1235-1305 AD).

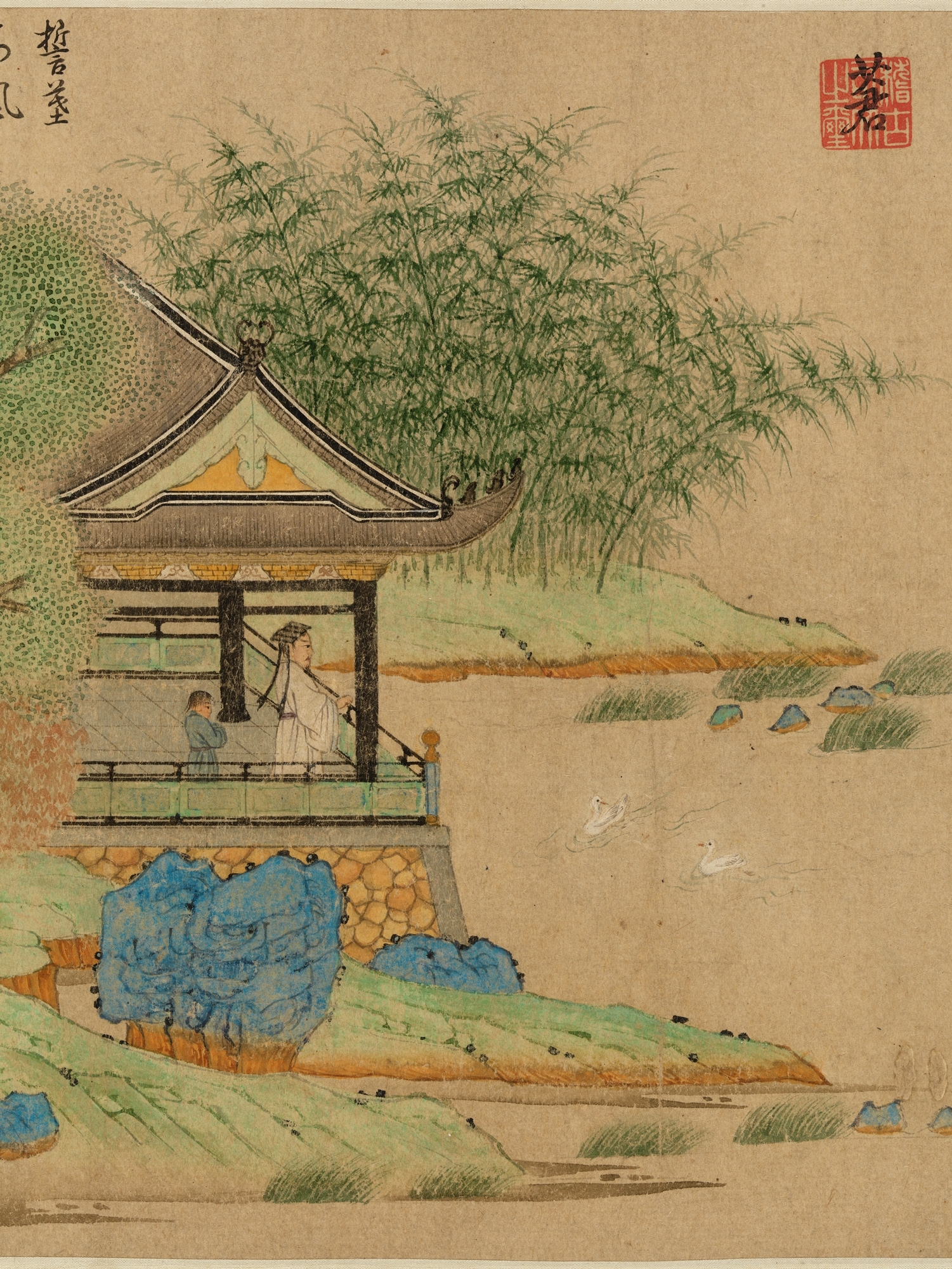
Wang Xizhi, by Qian Xuan (1235-1305 AD).

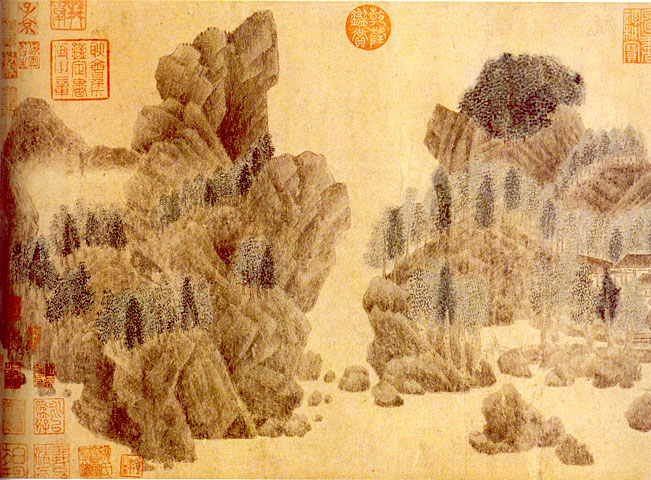
Casa a la muntanya de Jade (浮玉山居)

Qian Xuan (xinès simplificat: 钱选; xinès tradicional: 錢選; pinyin: Qián Xuǎn), també conegut com a Shun Ju i Yu Tan, fou un pintor xinès que va viure a finals de la dinastia Song i començaments de la dinastia Yuan.

## Dades biogràfiques
Va néixer l'any 1235 a Hu Zhou, actualment Wuxing, província de Zhejiang i va morir el 1305. Durant el període Song (instal·lats al territori del sud de la Xina), va ser aspirant a funcionari i fer carrera en l'Administració però quan el mogols van arribar a la zona i van instaurar la dinastia Yuan, El 1276 Qian va renunciar a aquest projecte i va romandre fidel als Song, dedicant-se a la pintura, després d'esdevenir un “yimin” (un funcionari en excedència que es retira de la vida pública). Qian va residir a Wuxing, ciutat propera a Hangzhou (zona important culturalment i artístic dels Song), Formà part del grup conegut com els”Vuit Talents de Wuxing”. Va ser amic de Zhao Mengfu un altre pintor d'aquest grup.

## Obra pictòrica
Qian Xuan va destacar com a pintor de l'anomenat “pèl i ploma”. Els seus temes eren flors, ocells i paisatges, mesclant el realisme dels Song amb l'arcaïsme dels Tang.. Com a reacció patriòtica als mogols, els artistes xinesos generen llavors dues tendències que volien ressaltar la seva cultura: una, la “Wenren”, continuació de la pintura dels lletrats i altra, la tendència, nascuda a Wuxing, encapçalada per Zhao Mengfu i Qian.
Entre les seves obres destaquen: “Ajudant l'home embriac”,”Retorn de Tao Yuanming”, Els setze Arhats travessant el mar, “Pardal en una branca de pomera”, Libèl·lula en un brot de bambú, Yang Guifei a cavall, i Flor de peònia. Pintures seves estan exposades a: Boston (Museu de Belles Arts), Museu d'Art de Princeton, Cincinnati (Museu d'Art), Detroit (Institut d'Art), Londres (Museu Britànic), Nova York (Museu Metropolità d'Art), Pequín (Museu del Palau). Taipei (Museu Nacional del Palau i Tòquio Museu Nezu).